# Шафлярская, Данута

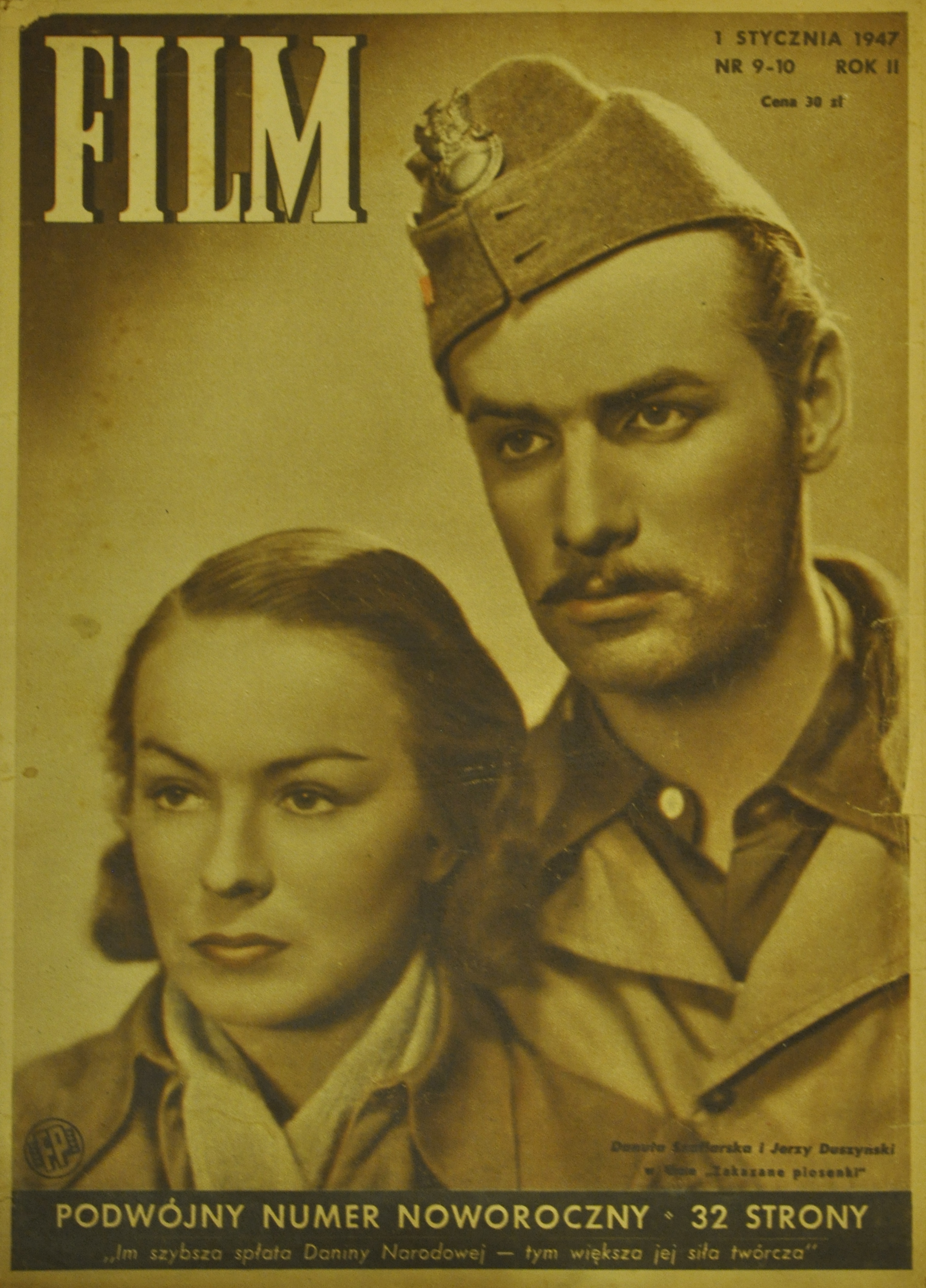
Данута Шафлярская и Ежи Душиньский в фильме Запрещённые песенки. Фото из журнала «Film». 1947 г.

Софи́я Дану́та Шафля́рская (пол. Zofia Danuta Szaflarska; 6 февраля 1915, Пивнична-Здруй, Малопольское воеводство, Австро-Венгрия — 19 февраля 2017, Варшава, Польша) — польская актриса театра и кино, также актриса озвучивания.

## Биография
Родилась 6 февраля 1915 года в Сондецчизне, в городе Пивнична-Здруй. Её родители были учителями, жившими на ферме недалеко от школы, в которой преподавали. После смерти отца, когда Софии было 9 лет, её мать решила переехать из региона Косажиска в многоквартирный дом в Новом Сонче, где Данута посещала частную математическую и естественнонаучную гимназию для девочек.
Дебютировала в театре в 1928 году. В середине 1930-х годов переехала в Варшаву, где в 1939 году окончила Государственный институт театрального искусства. До 1941 года выступала в польском театре в Вильно, а затем в подпольных театрах (1942—1945). Принимала участие в Варшавском восстании в качестве связной. В 1945 году снялась в главной роли в первом польском послевоенном фильме «Запрещённые песенки».
После войны выступала в Старом театре в Кракове (1945—1946), Камерном театре в Лодзи (1946—1949), Современном театре в Варшаве (1949—1954), Национальном театре в Варшаве (1954—1966), Драматическом театре в Варшаве (1966—1985) и Театре эстрады (2010—2016).

## Избранная фильмография
актриса
- 1946 — Два часа / Dwie godziny — Вероника
- 1946 — Запрещённые песенки / Zakazane piosenki — Халина
- 1948 — Моё сокровище / Skarb — Крыся
- 1951 — Варшавская премьера / Warszawska premiera — графиня Кристина
- 1961 — Сегодня ночью погибнет город / Dziś w nocy umrze miasto — итальянка
- 1962 — Голос с того света / Głos z tamtego świata — Станислава Эдельман
- 1967 — Это твой новый сын / To jest twój nowy syn — Виктория, мать Али
- 1977 — Кукла / Lalka — Мисевичова, мать Ставской
- 1982 — Долина Иссы / Dolina Issy — Михалина Сурконтова, бабушка Томашека
- 1990 — Корчак / Korczak — мать Макса
- 1998 — Ничего / Nic — «Вредина», соседка Гели
- 1999 — Неделя из жизни мужчины / Tydzień z życia mężczyzny — мать Адама
- 2001 — Канун весны / Przedwiośnie — тётя Виктория
- 2008 — Сколько весит троянский конь? — Ile waży koń trojański? — бабушка Зоси
- 2012 — Колоски — знахарка

## Признание
- Кавалер ордена Возрождения Польши (1954)
- Государственная премия ПНР 3-й степени (1954)
- Медаль «10-летие Народной Польши» (1955)
- Офицер ордена Возрождения Польши (1962)
- Награда Министра культуры и искусства ПНР 2-й степени (1964)
- Награда «Комитета в дела радио и телевидение» (1965)
- Заслуженный деятель культуры Польши (1967)
- Знак Тысячелетия польского государства (1967)
- Командор ордена Возрождения Польши (1978)
- Командор со звездой ордена Возрождения Польши (2005)
- Золотая Медаль «За заслуги в культуре Gloria Artis» (2007)
- Приз «Лучшая женская роль» на кинофестивале «Бригантина» (Бердянск, Украина) за фильм «Пора умирать»
- Награда им. Циприана Камиля Норвида (2009)
- Кавалер Большого креста ордена Возрождения Польши (2015)